# Xosé Bar Boo
José Bar Boo (Vigo, 25 de septiembre de 1922 — Santiago de Compostela, 21 de febrero de 1994) fue un arquitecto español que desarrolló la mayor parte de su actividad en Galicia.

## Biografía
Arquitecto por la Escuela Técnica Superior de Arquitectura de Madrid en 1957, se doctoró en el mismo centro en 1960. Aunque su obra principal se considera centrada en Vigo, llevó a cabo su labor profesional por toda Galicia, tanto en obra pública como, sobre todo, en viviendas, también unifamiliares. Algunas de sus obras, como el edificio de la calle del Marqués de Valladares, figuran en el Docomomo International, en el catálogo de las edificaciones más representativas de la arquitectura contemporánea. Su trabajo ha sido considerado fiel «al lenguaje clásico racionalista» y muy perfeccionista. Fue decano de Colegio Oficial de Arquitectos de Galicia —institución de la que fue también cofundador— entre los años 1977 y 1979, vicepresidente del Consejo Superior de los Colegios de Arquitectos de España y profesor de la Escuela Técnica Superior de Arquitectura de La Coruña.

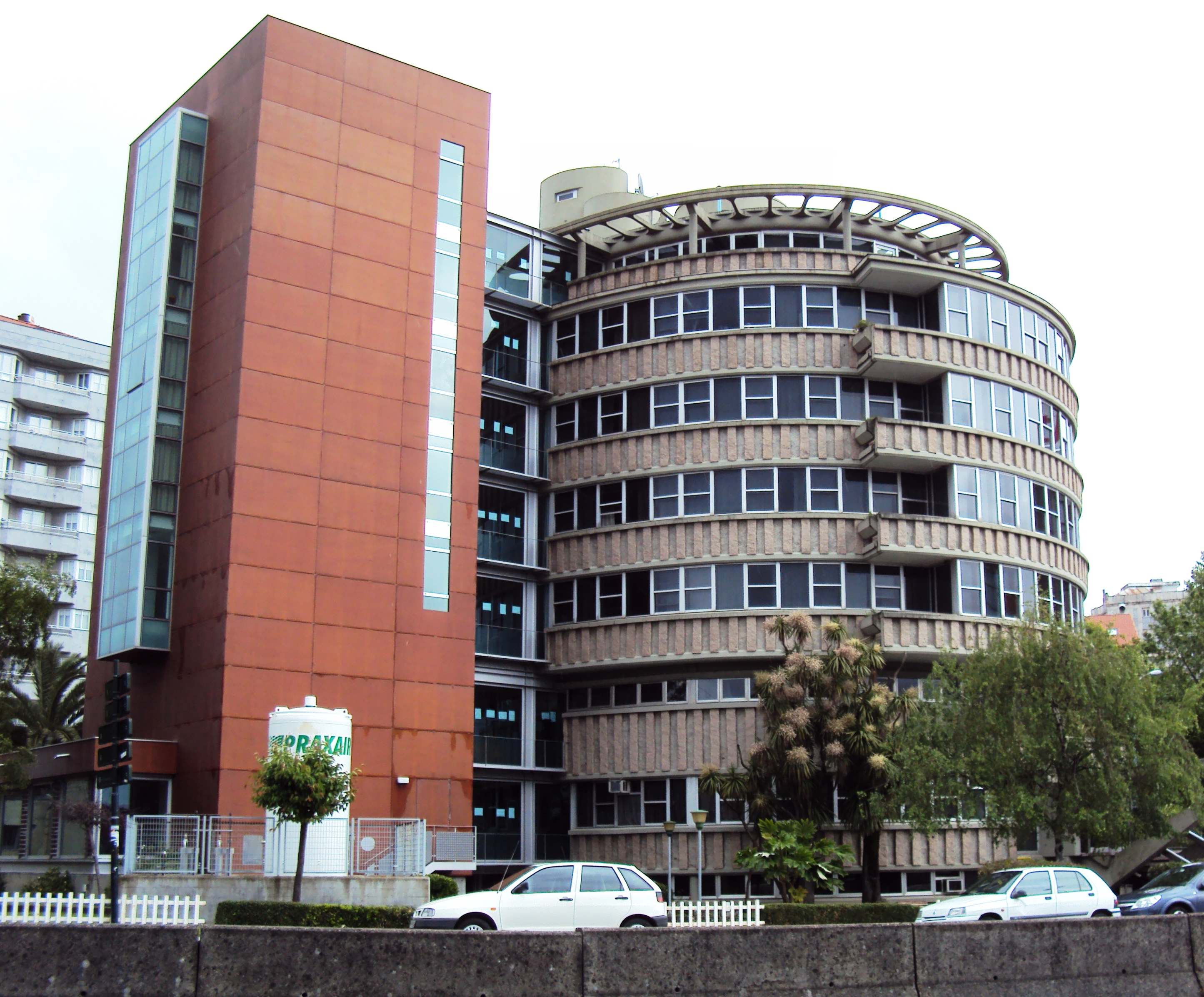
Policlínico Cíes en Vigo, construido en 1967 (el prisma de la izquierda es un añadido posterior).

## Obras
- Edificio Plastibar en Vigo, antigua sede de la delegación del Colegio Oficial de Arquitectos de Galicia (1957).
- Edificio Plaza de Compostela (1963), en la Plaza de Compostela de Vigo.
- Casa Vázquez en Vigo (1963).[5]
- Plaza de abastos de Gondomar (1966).
- Policlínico Cíes en Vigo (1967).[6]
- Iglesia parroquial de Nosa Señora das Neves en Teis (1968).
- Edificio de viviendas en Isla de Toralla.
- Plaza de abastos de Porriño (1970).
- Edificio Vicente Suárez en la calle García Olloqui de Vigo (1972).
- Casa Ferro, en el Paseo Matutino de Puenteareas (1977).
- Nueva sede para los juzgados de La Coruña (1991).[7]
- Casa Gerardo Martín, calle Doutor Corbal 65 de Teis, catalogado como Bien de Interés Cultural.[8]

## Reconocimientos
- Premio de la Crítica de Galicia (1981).
- El Ayuntamiento de Vigo le dedicó la Rúa Arquitecto Xosé Bar Boo.